# Nicolas Visscher
Pour les articles homonymes, voir Visscher.
Nicolas Visscher (1618-1679) est un cartographe et graveur néerlandais du XVIIe siècle. Il est le fils de Claes Jansz Visscher et le père de Nicolaes Visscher II (en), eux-mêmes cartographes et graveurs.

## Galerie

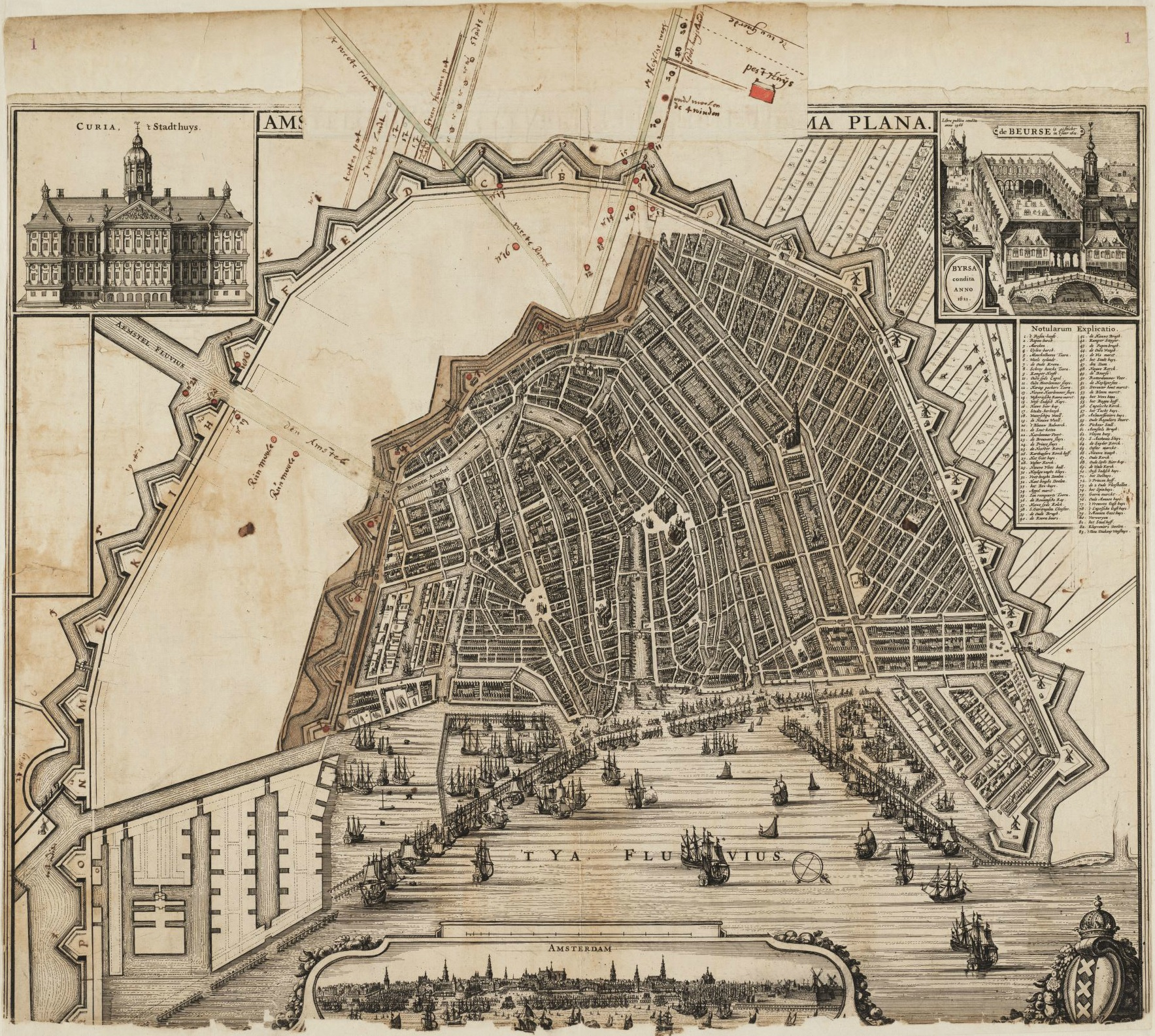
Carte d'Amsterdam avec les moulins à déplacer dans et hors de la ville (1661, Archives de la ville d'Amsterdam)
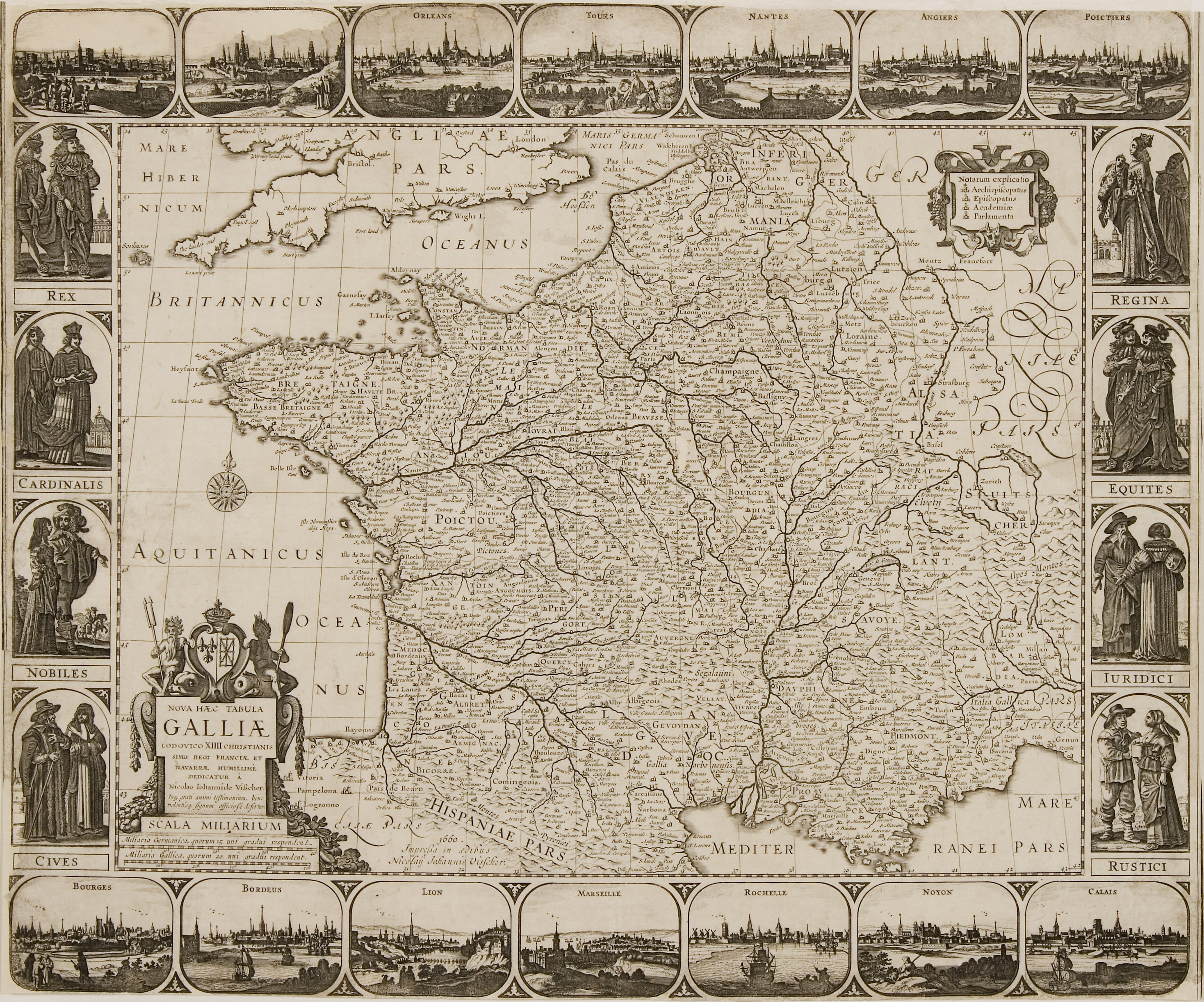
Carte de France (1660)